# Norbert Fristacky
Norbert Fristacky (* 8. November 1931 in Púchov, Tschechoslowakei; † 5. Juli 2006 in Bratislava) war ein slowakischer Informatiker.
Fristacky baute die Informatiklehre an der Slowakischen Technischen Universität (STU) auf. Er wurde 1964 mit Untersuchungen über logische Schaltkreise promoviert und war seit dem Aufbau einer eigenen Informatik-Fakultät 1974 Professor an der STU in Bratislava.
Er befasste sich unter anderem mit formaler Beschreibung von Programmen für Speicherprogrammierbare Steuerungen (PLC), einer neuartigen Hardware-Software-Beschreibungssprache (HSSL, Hardware Software Specification Language) mit den Ebenen Informationsverarbeitung, Kommunikation und Zeitabfolge, Logiksynthese bei Berücksichtigung von Zeitverzögerung, Eliminierung von Gefahren (Essential Hazards) bei Schaltungen mit Relaiskontakten, Verteilungsmuster von Signalen in logischen Schaltungen und magnetischen Elementen.
1996 erhielt er den Computer Pioneer Award. Er erhielt die Auszeichnung für die Entdeckung von Computerarchitektur mit Single Instruction Parallel Operations (SIPO), auch Very Long Instruction Word (VLIW) genannt, unabhängig von Joseph A. Fisher (Josh Fischer), Glen Culler und Bob Rau. 